# Juba II.
Juba II. (50 př. n. l. – 23) byl berberský král Mauretánie, historik, geograf, botanik a učenec. Jeho první ženou byla Kleopatra Seléné, dcera Kleopatry VII. a Marka Antonia. Jeho otcem byl numidijdský král Juba I.

## Životopis
Jeho otec Juba I. spáchal roku 46 př. n. l. sebevraždu po prohrané bitvě u Thapsu (Ras Dismas), kde stál proti římskému vojevůdci Juliovi Caesarovi, po boku jeho republikánských nepřátel vedených Metellem Scipionem. Numidie se pak stala římskou provincií a jeho syn Juba II. byl zajat a vychován v Římě.
V Římě se naučil latinsky a řecky a ve svých dvaceti letech napsal historické dílo Historia Romana. Stal se oblíbencem Caesarova synovce Oktavia, s kterým se spřátelil. V následujících letech Octaviana doprovázel i na vojenských taženích, například v bitvě u Actia roku 31 př. n. l. Poté, co Octavius nastoupil na římský trůn jako císař Augustus, jmenoval Jubu králem Numidie. Ten poté patřil k nejloajálnějším římským spojencům. Na Augustovo přání se Juba II. oženil s ptolemaiovskou princeznou Kleopatrou Seléné, čímž vznikla nová říše zvaná Mauretánie (podléhající Římu), s novým hlavním městem Caesarea (dnes Cherchell, na území dnešního Alžírska). Augustus Jubu potvrdil jako jejího krále.
Juba velmi podporoval rozvoj věd a umění, výstavba Caesarey a nového města Volubilis sebou přinesla originální kombinaci antických a egyptských architektonických a sochařských tradic. Z města Tingis (dnes Tanger v Maroku) učinil významné obchodní centrum. Plútarchos o něm napsal, že byl „jedním z nejnadanějších vládců své doby“. Velký vliv na jeho politiku měla jeho žena Kleopatra.
I jako král pokračoval Juba v literární činnosti. Sepsal jakési srovnání řeckých a římských institucí či cestovatelského průvodce po Arábii, který se stal v Římě bestsellerem. Z jeho díla se ovšem zachovaly jen zlomky. Podporoval i přírodní vědy, podle Plinia mladšího nechal vypravit přírodovědnou expedici na Kanárské ostrovy a Madeiru, údajně to byl přímo Juba II., kdo dal Kanárským ostrovům jejich současné jméno, podle toho, že výprava zde nalezla především divoké psy (canis je latinsky pes).
Později (asi roku 6 př. n. l.) si vzal za ženu kappadockou princeznu Glaphyru, která se ale zamilovala do judejského tetrarchy Heroda Archelaa, a proto se s Jubou rozvedla. Následníkem trůnu se stal Jubův jediný syn Ptolemaios z Mauretánie.